# .45 Super
Набій .45 Super є потужним набоєм вогнепальної зброї центрального запалення під бездимний порох розроблений у 1988 році Діном Греннеллом. За параметрами він схожий на набій .45 ACP, але має товщі стінки гільзи і має заряд високого тиску, який дає середню дулову швидкість 300 футів за секунду (91 м/с), яка є більшою ніж у .45 ACP. Набій був розроблений спільно з Томом Фергерсоном та Ейсом Хіндманом.

## Історія розробки
У 1988 році, у журналі Gun World вийшла стаття у якій були детально описані зусилля Греннелла оновити набій .45 ACP для 21-го століття, важка задача через конструктивні особливості застарілого набою. Представлений на початку 20-го століття, набій .45 ACP мав гільзу відносно великого об'єму, що було пов'язано з низьким тиском пороху який використовували на час розробки; в результаті він має скромний діапазон у 19,900 – 22,000 Мідних одиниць тиску (CUP). У порівнянні, сучасні набої, які містять сучасні нітроцелюлозні порохи мають вищий тиск CUP у діапазон 28,000 – 39,000. Оскільки набій розробляли для низького тиску гільза має досить тонкі стінки; він не може витримати збільшення тиску. Ще однією проблемою є патронники пістолетів M1911 де дзеркальний зазор гільзи не повністю підтримується механізмом живлення; тому використання набою з великим тиском може призвести до розриву гільзи при пострілі.  Щоб уникнути такої проблеми Греннелл вирішив використовувати більш міцну і сучасну гільзу з латуні від набою .451 Detonics, яка була вкорочена до довжини гільзи набою .45 ACP. Підтримка дзеркального зазору була зроблена завдяки використанню нової камори і конструкції ствола. Було укріплено і інші частини конструкції пістолета 1911, в тому числі використано важчу пружину віддачі та укріплено ударник, який переробили таким чином, щоб матеріал капсулю не міг потрапити в канал ударника при високих тисках у каморі.
Виробники, наприклад Heckler & Koch GmbH зараз пропонують пістолети з відміткою про можливість використання набою .45 Super без переробок. Smith & Wesson Модель 4506 та інші моделі 3-го покоління серії 4500 мають заводські пружини під набій .45ACP, але мають можливість використовувати набій .45 Super після встановлення міцнішої пружини. Незважаючи на те, що пістолети можуть стріляти набоями .45 Super, використовувати їх не рекомендують, оскільки у не підготовлених каморах є можливість заклинювання гільзи та ударів по затвору, що може призвести до зменшення строку служби пістолета.

## .450 SMC
.450 SMC є набоєм 45ACP Wildcat для використання в зміцненій вогнепальній зброї під набій 45ACP, в якому використовується модифікована гільза 308 Winchester з невеликим гвинтівковим капсулем, адаптованим для використання в сучасній вогнепальній зброї 45ACP. Рекомендовано використовувати у пістолетах М1911 або важкій зброї з покращеними важкими пружинами. Гільза 308 Winchester з невеликим гвинтівковим капсулем обрізана до розміру гільзи 45ACP, капсуль використано гвинтівковий на відміну від пістолетного капсуля з низьким тиском. Використання такого капсуля у латунній гільзі 308 Winchester дає змогу набою 45ACP Wildcat бути безпечним і більш потужним на відміну від стандартного набою 45ACP. Збільшення тиску стало можливим через використання гільзи розробленої для гвинтівкових зарядів.

## Балістика
Набій .45 Super має поєднання куль різної ваги та швидкості, в тому числі кулі вагою 185-гранів (12,0 г) зі швидкістю 1 300 фут/с (400 м/с), 200-гранів (13 г) зі швидкістю 1 200 фут/с (370 м/с) та 230-гранів (15 г) зі швидкістю 1 100 фут/с (340 м/с). Крім того є інші кулі з вагою/швидкістю набоїв Super Express та Buffalo Bore, такі як 255-гранів (16,5 г) зі швидкістю 1 050 фут/с (320 м/с).

## Сучасний стан
Компанія Starline Brass з Седалії у штаті Міссурі з часом почала виготовляти латунні гільзи, виводячи набій на серійний випуск. Крім того, Ace Custom .45's Inc. з Клівленду, штат Техас, зареєструвала товарний знак під назвою .45 Super у 1994 році і почала продавати пістолети під маркою .45 Super, а також збройові модифікації пістолетів .45 ACP і комплекти для переобладнання .45 ACP. На даний час Ace Custom .45's Inc не працює, а сайт закритий. Texas Ammunition, Underwood Ammo та Buffalo Bore> пропонували заводські боєприпаси, які продавали Ace Custom та інші. Dan Wesson .460 Rowland також буде випускатися під набій .45 Super.